# Mbambani
Mbambani är en ort i Komorerna.   Den ligger i distriktet Grande Comore, i den västra delen av landet, 18 km sydost om huvudstaden Moroni. Mbambani ligger 138 meter över havet och antalet invånare är 521. Den ligger på ön Grande Comore.
Terrängen runt Mbambani är varierad. Havet är nära Mbambani åt sydväst. Runt Mbambani är det tätbefolkat, med 411 invånare per kvadratkilometer. Närmaste större samhälle är Moroni, 18,3 km nordväst om Mbambani. I omgivningarna runt Mbambani växer i huvudsak städsegrön lövskog.